# فیلیپ روسولو
فیلیپ روسولو (انگلیسی: Philippe Rousselot؛ زادهٔ ۴ سپتامبر ۱۹۴۵) فیلم‌بردار اهل فرانسه است.
وی همچنین برنده جوایزی همچون جایزه اسکار بهترین فیلمبرداری شده است.

## فیلم‌شناسی
- ۱۹۸۱: دیوا
- ۱۹۸۷: امید و افتخار
- ۱۹۸۸: خرس
- ۱۹۸۸: روابط خطرناک
- ۱۹۸۹: زیادی برات خوشگله
- ۱۹۸۹: ما فرشته نیستیم
- ۱۹۹۳: سامرزبای
- ۱۹۹۶: مردم علیه لری فلینت
- ۲۰۰۱: سیاره میمون‌ها
- ۲۰۰۳: ماهی بزرگ
- ۲۰۰۵: کنستانتین
- ۲۰۰۵: چارلی و کارخانه شکلات‌سازی
- ۲۰۰۷: شجاع
- ۲۰۰۷: شیرها برای بره‌ها
- ۲۰۰۹: شرلوک هولمز
- ۲۰۱۱: شرلوک هلمز: بازی سایه‌ها